# みどり摘み
みどり摘み（みどりつみ）は、春から初夏にかけて行われる松の管理作業の一つである。

## 概要

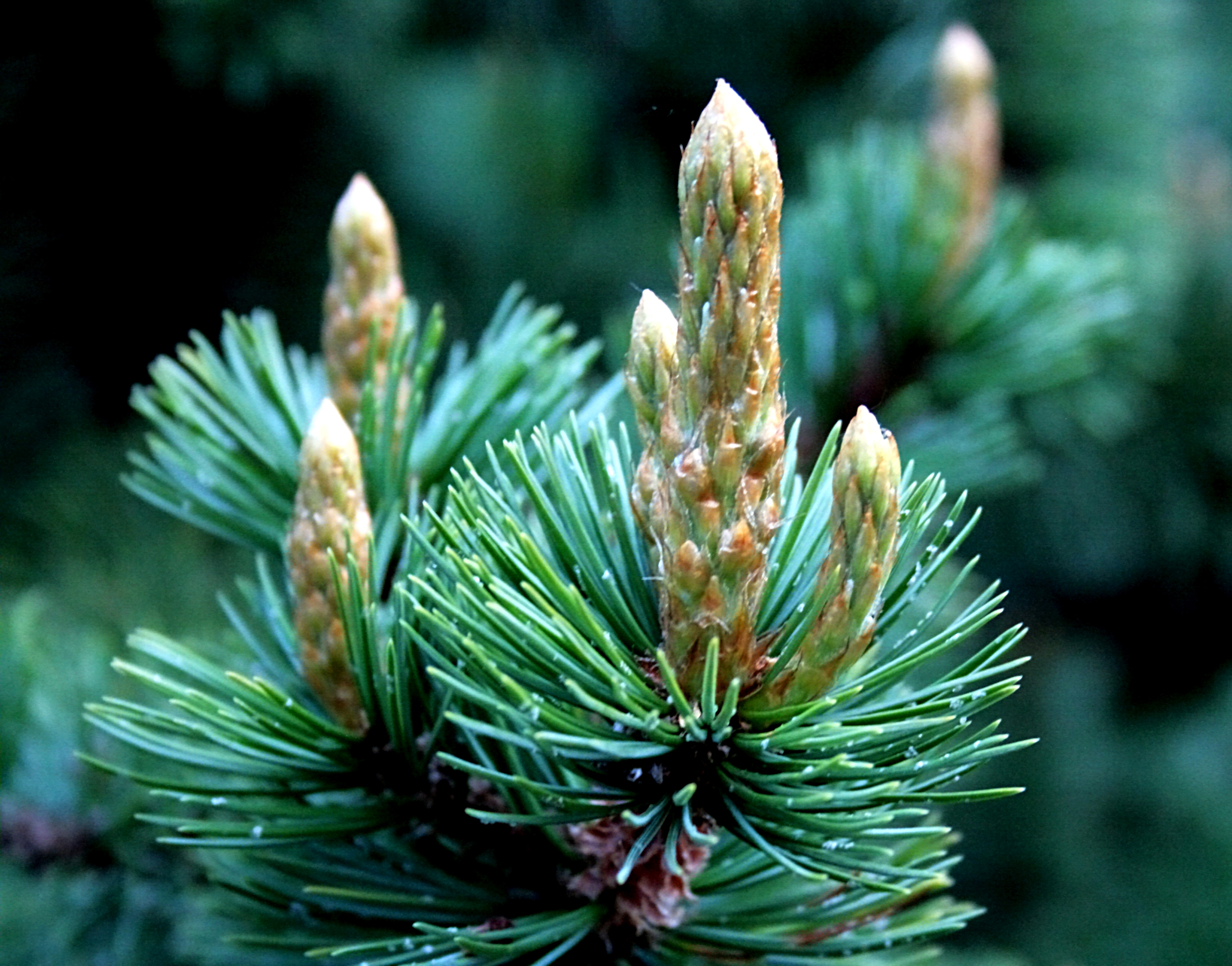
枝先に出てきた複数の新芽

ほかの植物でいう新芽摘みのことである。松の場合新芽を『ミドリ』というので（厳密に言えば新芽とみどりを区別する考え方もある。葉の開き始めたものを新芽、葉の様子がまだ見えない白っぽい茶色の棒状のものをみどりとする）、新芽摘みが『みどり摘み』である。『松の緑』といった場合、文学上では松の葉の塊りの鮮やかな緑の力強さを示すこともあると思われるが、園芸界ではまだ葉の開ききらない新芽のことをさす。
みどり摘みのねらう効果は、節間の間延びを防ぐこと、枝数を増やすこと、葉の長さを短くすることなどが主である。
具体的な作業としては、新芽（みどり）を根本から、あるいはある程度残して切り取ることである。どの程度残すか元から切るかは、その芽や周囲の枝の勢いや、最終的にどういう形にしたいかに拠ることになる。ふつう指で折り取るが　鋏で切り取っても良い。